# Saint Clement (Jersey)
Saint Clement (Jèrriais: St Cliément) ligt op Jersey, een van de kanaaleilanden. Saint Clement is een van de twaalf gemeenten van Jersey. Het ligt in het zuidoosten van het eiland en in de gemeente liggen enkele van de buitenste wijken van Saint Helier. Het is de kleinste en dichtstbevolkte gemeente van Jersey. Saint Clement loopt van west naar oost vanaf "Le Dicq" tot vlak bij "La Rocque harbour" (aan het einde van de "Rue de la Lourderie"). De oppervlakte beslaat ongeveer 1044 acres.

## Geschiedenis
Veel van de gemeente ligt beneden het vloedwaterniveau en liep regelmatig onder. Nadat een dijk werd gebouwd (Le Dicq) werd het minder. Er zijn overblijfselen van een verzonken bos onder het zand bij "Grève d'Azette". Dit toont aan dat de gemeente kleiner geworden is omdat de zee oprukte. Grote overstromingen in 1688, 1796 en 1812 sloegen de kustweg bij "Le Hocq" weg. Het was toen noodzakelijk om de kustweg meer binnenlands aan te leggen.
In de tijden voor de Normandiërs was het gebied bekend als Petravilla ofPierreville. In 1172 werd beschreven dat de gemeente een kapel had en een priorij op de plaats waar de oude Herberg stond (Priory Inn), nu staan er huizen.
In de 16de en 17de eeuw werd geloofd dat deze gemeente het middelpunt was van hekserij. Plaatselijke folklore vertelde dat de rots op "Rocque Berg" (bekend als de Heksenrots - Witches' Rock) van belang was voor heksen en dat zij zich daar elke vrijdagnacht verzamelde voor de heksensabbat.
Na de herroeping van het Edict van Nantes in oktober 1685, vestigde veel Franse protestanten in de gemeente. Dit is vastgelegd in het kerkregister.
In het midden van de 19de eeuw begon St. Helier vanaf het oosten naar het westen uit te breiden in deze gemeente. Heden ten dage is er relatief weinig open ruimte tussen het westen van Samarès Lane en St. Helier (met uitzondering van golf- en voetbalvelden).
De bekende Franse schrijver Victor Hugo leefde een tijd in Marina Terrace, St. Clement, ten tijde van zijn verbanning uit het Tweede Franse Keizerrijk. Hij schreef daar de gedichten van Les Châtiments. Nadat Victor Hugo in enkele brieven de Engelse Koninklijke familie beledigde werd hij onder begeleiding van de Connétable of Constable van St. Clement op de stoomboot naar Guernsey gezet.

## Buurtschappen of Vingtaines
De gemeente is als volgt onderverdeeld in buurtschappen of vingtaines:
- La Grande Vingtaine
- La Vingtaine du Rocquier
- La Vingtaine de Samarès

De gemeente bestaat uit één kiesdistrict en vaardigt één afgevaardigde af in de Staten van Jersey.

## Demografie
| 7393                     | 7986 | 8196 | 9221 |
| Statistiek start in 1991 |      |      |      |

## Politiek
Naast de twee afgevaardigden in de Staten van Jersey heeft St. Clement een gemeenteraad. St. Clement is uniek omdat zij de enige gemeente op Jersey is die zich niet met een stad in Normandië heeft verbonden.

## Onderwijs
St. Clement heeft twee basisscholen en één school voor voortgezet onderwijs. De gemeentelijke school St. Clement ligt aan de “Reu de la Chapelle”, en stamt uit 1901. In 2006 is deze school in een modern gebouw aan de overkant van de straat getrokken.
De Samarès School (vroeger Le Squez School) is de andere basisschool en deze ligt verder naar het oosten aan de School Road, Le Squez.
De “Le Rocquier” vwo school ligt naast de gemeentelijke school St. Clement, ook deze school is in 2006 in een nieuw gebouw getrokken.

## Kerken
De gemeentekerk van St. Clement is ligt aan de “La Grande Route”van St Clément. St. Nicholas is een kleinere kerk aan de “ La Grande Route de la Côte” (the coast road). Deze werd in 1927 gebouwd door dominee L.B. Lee.
De Katholieke kerk van St. Patrick ligt aan de “La Grande Route de St Clément” bij Samarès.
De Samarès Methodisten kerk ligt aan de « La Grande Route de la Côte”.
Religieuze diensten worden ook gehouden in Communicare, Le Squez.

## Bezienswaardigheden
Het hunebed bij Mont Ubé (vlak bij La Blinerie) is nagelaten door een pre-Keltische cultuur genaamd de “Iberians”, rond 3000 v.Chr. De resten van een begraafplaats bij La Motte (Green Island) zijn van latere bewoners.
“Le Hocq Tower” werd in 1778 gebouwd als kustverdediging tegen de Fransen, toen dezen zich aansloten bij de Amerikaanse Kolonisten tijdens de Amerikaanse Revolutie.
Het rotsachtige getijdengebied langs de kust van St. Clement's van St. Saviour tot Grouville wordt erkend door de Verenigde Naties als beschermd gebied.
In deze gemeente bevindt zich Samarès Manor: een landgoed met onder andere een landhuis en een kruidentuin.